# José Enrique Rodó
|  | Per la ciutat de l'Uruguai vegeu José Enrique Rodó |

José Enrique Rodó (Montevideo, 15 de juliol de 1871 - Palerm, 1 de maig de 1917) va ser un escriptor (assagista) i polític uruguaià.

## Biografia
Neix el 1871 a Montevideo, el petit de set germans, en el si d'una família burgesa arruïnada. El seu pare, Josep Rodó i Janer, era mercader català que vivia ja molt de temps a l'Uruguai, i la mare, Rosario Piñeyro Llanas, era uruguaia.
Va aprendre a llegir a la primerenca edat de 4 anys, amb l'ajuda de la seva germana, i des de llavors va ser un apassionat lector. El seu acompliment escolar va presentar alts i baixos des d'un primer moment. Del liceu privat Elbio Fernández, al que va ingressar el 1882, va haver de passar a l'any següent a un altre oficial, per problemes econòmics de la seva família, i va començar a treballar als 14 anys a causa de la mort del seu pare, desentrampant-se com a ajudant en un estudi d'escrivans.
Va desenvolupar la seva faceta periodística i des de 1895 es van publicar poemes i articles seus en diaris i a la Revista Nacional de Literatura y Ciencias Sociales (1895-1897), que va fundar amb altres intel·lectuals uruguaians.
El 1898 accepta la càtedra de literatura a la Universidad de Montevideo.
Ingressa a la vida política activa com a membre del Partit Colorado de José Batlle y Ordóñez i des de 1902 s'exerceix com a diputat per Montevideo, per tres períodes.
Després d'escriure Liberalismo y jacobinismo i, a conseqüència de diversos antagonismes, es va distanciar de Batlle. Els seus assaigs, que advocaven per la defensa de l'americanisme i la crítica a la cultura nord-americana, van tenir extraordinària difusió: Ariel (1900), Motivos de Proteo, El mirador de Próspero. És important considerar que Rodó era seguidor de la literatura en general, i de l'anglesa, en particular. Per aquest motiu, molts dels seus assaigs literaris i filosòfics es basen en obres teatrals de William Shakespeare.
El 1916, a partir de la seva marginació oficial, decideix exiliar-se a Europa treballant de corresponsal de cultura pel diari argentí La Nación. La seva idea era fer un viatge pel sud d'Europa i finalment instal·lar-se a París, però només pogué complir una part del viatge abans que no li sobrevingué la mort. Va passar per Lisboa, Madrid, Barcelona (on, d'acord amb la crítica Belén Castro Morales, "s'impressionà pel desenvolupament de Barcelona i admirà el respecte per la cultura de les seves institucions nacionalistes" i on "aprengué a pronunciar el seu cognom en català: «Rodó se pronuncia casi Rudó».") i, a l'etapa final, Itàlia: es va passar gairebé un mes a les termes de Montecatini-Terme (Toscana), intentant guarir-se de problemes cardíacs i renals (nefritis), després va anar a Roma, i va acabar a Palerm.
Mor el 1917, als 45 anys, per l'agreujament de la nefritis, a Palerm (Sicília) a l'hospital, on va ingressar en estat crític després d'haver-se reclòs al seu hotel, refusant qualsevol cura. Morí abandonat, quan exercia de corresponsal de la revista argentina Caras y Caretas. Les seves restes van ser traslladades a Montevideo el 1920. La seva tersa prosa i el seu agut pensament han influït sobre generacions d'escriptors americans.

## Obres (tot assaig i crítica literària)
- La novela nueva (1897),
- El que vendrá (1897)
- Rubén Darío (1899)
- Ariel (Montevideo: Dornaleche y Reyes, 1900)
- Liberalismo y Jacobinismo (Montevideo, 1906)
- Motivos de Proteo (Montevideo, 1909)
- El mirador de Próspero (Montevideo, 1913) - obra antològica de 45 assaigs que escrivia des del 1908. Inclou, entre altres: «Bolívar», «Magna Patria», «Montalvo» i «Artigas».[5]
- El camino de Paros (Barcelona, 1918 pòstuma)
- Epistolario (París, 1921 pòstuma).
- Nuevos motivos de Proteo (Barcelona, 1927 pòstuma)
- Últimos motivos de Proteo (Montevideo, 1932 pòstuma)

El 1915 també apareix el volum Cinco ensayos: Montalvo - Ariel - Bolívar - Rubén Darío - Liberalismo y Jacobinismo (Madrid: Editorial América, 1915), i el 1920, Hombres de América: (Montalvo-Bolívar-Rubén Darío). Discursos parlamentarios (Barcelona: Editorial Cervantes, 1920)